# Kotianeti
Kotianeti (gruz. კოტიანეთი) – wieś w Gruzji, w regionie Megrelia-Górna Swanetia, w gminie Senaki. W 2014 roku liczyła 479 mieszkańców.

## Urodzeni
- Ilarion Gagua
- Kapiton Naczkebia